# Jacob van Lenneplaan 51 (Baarn)
Villa De Bakermat aan de Jacob van Lenneplaan 51 is een gemeentelijk monument in Baarn, in de Nederlandse provincie Utrecht. Het huis staat in het Wilhelminapark dat onderdeel is van rijksbeschermd dorpsgezicht Prins Hendrikpark e.o..

## Oorsprong
De villa is in 1904 in opdracht van de heer G.A. Pos gebouwd naar een ontwerp van de Bussumse architecten Groot en Kruisweg. In 1921 werd de villa 'Panna Radja' genoemd. De villa is een van de laatste die binnen de gemeente Baarn in chaletstijl gebouwd is.

## Bewoning
In 1904 woonde Pos zelf in de woning. Sinds 1988 is de woning in gebruik voor groepsverband.

## Jacob van Lenneplaan
De Jacob van Lenneplaan is op 19 februari 1891 genoemd naar de schrijver Jacob van Lennep (1802-1868). Het boek Ferdinand Huyck uit 1840 is van zijn hand en het verhaal speelt zich gedeeltelijk af in Baarn. Alhoewel de laan in 'Hoog Baarn' ligt, was zij van origine niet bedacht in het Wilhelminapark. Evenwel bestond de laan al in 1830.